# Pietro Francesco Valentini
Pietro Francesco Valentini (Roma, 1570 circa – Roma, 1654) è stato un compositore italiano.

## Biografia
È considerato uno dei maggiori e più rappresentativi compositori della cosiddetta "scuola romana".

Quasi nulla si sa della sua vita, di certo assai poco movimentata, se non che fu allievo di Giovanni Maria Nanino, a sua volta allievo del Palestrina e che visse e lavorò sempre a Roma.

È probabile che non godette di particolare fama in vita, poiché tutte le sue opere furono pubblicate molto tempo dopo la sua morte. È noto in particolare per i suoi libri di canoni, di cui il primo, scritto nel 1629 sul testo della "Salve Regina" e contenente più di 2000 risoluzioni, fu riprodotto da Athanasius Kircher.
Scrisse anche dei trattati, di cui certi sono: Duplitonio Musica;  Trattato del tempo. del modo e della prolazione;  Trattato della battuta musicale nel quale si rivolge ad Agostino Pisa tramite lo pseudonimo «Asip».  I tre manoscritti originali sono presenti nella Biblioteca Vaticana.

## Opere principali
- 1629. Canone sulle parole della "Salve Regina", con le resoluzioni. Contiene oltre 2000 risoluzioni.
- 1631. Canone nel nodo di Salomone a 96 voci. Le sue variazioni possono essere ad infinitum.
- 1643. Trattato della battuta musicale
- 1645. Canone a sei, dieci e venti voci.
- 1654. "Mitra". Favola con un intermezzo.
- 1654. "La trasformazione di Dafne". Favola.
- 1654. Due libri di madrigali a 5 voci.
- 1655. Quattro libri di mottetti da 1 a 5 voci.
- 1655. Canoni vari.
- 1656. Sei libri di Canzonette spirituali da 1 a 4 voci.
- 1657. Due libri di Musiche spirituali a 1 e 2 voci.
- 1657. Sei libri di Canzoni, sonetti ed arie a 1 e 2 voci.
- 1659. Due libri di Litanie.